# Енчец
Енчец (болг. Енчец) — село в Болгарии. Находится в Кырджалийской области, входит в общину Кырджали. Население составляет 291 человек.

## Политическая ситуация
В местном кметстве Енчец, в состав которого входит Енчец, должность кмета (старосты) исполняет Мустафа Мюмюн Шабан (Движение за права и свободы (ДПС)) по результатам выборов.
Кмет (мэр) общины Кырджали — Хасан Азис (Движение за права и свободы (ДПС)) по результатам выборов.